# Ambasadorowie Izraela w Stanach Zjednoczonych
Ambasadorowie Izraela w Stanach Zjednoczonych – lista ambasadorów Izraela w Stanach Zjednoczonych.
Lista ambasadorów:
| Imię i nazwisko     | Od   | Do   |
| ------------------- | ---- | ---- |
| Elijjahu Ejlat      | 1948 | 1950 |
| Abba Eban           | 1950 | 1959 |
| Awraham Harman      | 1959 | 1968 |
| Icchak Rabin        | 1968 | 1973 |
| Simcha Dinic        | 1973 | 1979 |
| Efrajim Ewron       | 1979 | 1982 |
| Mosze Arens         | 1982 | 1983 |
| Me’ir Rosen         | 1983 | 1987 |
| Mosze Arad          | 1987 | 1990 |
| Zalman Szowal       | 1990 | 1993 |
| Itamar Rabinowicz   | 1993 | 1996 |
| Elijjahu Ben Elisar | 1996 | 1998 |
| Zalman Szowal       | 1998 | 1999 |
| Dawid Iwri          | 1999 | 2002 |
| Danijjel Ajjalon    | 2002 | 2006 |
| Salaj Meridor       | 2006 | 2009 |
| Micha’el Oren       | 2009 | 2013 |
| Ron Dermer          | 2013 | 2021 |
| Gilad Erdan         | 2021 | 2021 |
| Micha’el Herzog     | 2021 |      |